# 日本の男女別学校一覧
日本の男女別学校一覧（にほんのだんじょべつがっこういちらん）は、男女別学を採用している学校の一覧。

## 幼稚園
私立女子校のみ
- 白百合学園幼稚園
- 田園調布雙葉小学校附属幼稚園

## 小学校

### 男子校
- 公立
  - 北海道
    - 七飯町立大沼岳陽学校鈴蘭谷分校[1]
    - 遠軽町立東小学校望の岡分校[2]
- 私立
  - 東京都
    - 暁星小学校
    - 立教小学校

  - 長崎県
    - 精道三川台小学校

### 女子校
- 公立
  - 北海道
    - 北広島市立西の里小学校陽香分校[3]
- 私立
  - 宮城県
    - 仙台白百合学園小学校

  - 千葉県
    - 国府台女子学院小学部

  - 東京都
    - 川村小学校
    - 光塩女子学院初等科
    - 白百合学園小学校
    - 聖心女子学院初等科
    - 田園調布雙葉小学校
    - 東京女学館小学校
    - 東洋英和女学院小学部
    - 日本女子大学附属豊明小学校
    - 雙葉小学校
    - 立教女学院小学校

  - 神奈川県
    - 函嶺白百合学園小学校（2021年度より募集停止）
    - 湘南白百合学園小学校
    - 横浜雙葉小学校

  - 愛知県
    - 椙山女学園大学附属小学校

  - 兵庫県
    - 愛徳学園小学校
    - 小林聖心女子学院小学校
    - 神戸海星女子学院小学校
    - 百合学院小学校

  - 福岡県
    - 福岡雙葉小学校

  - 長崎県
    - 長崎精道小学校

## 国公立中学校・全日制高等学校

### 男子校
- 筑波大学附属駒場中学校・高等学校（国立）
- 七飯町立大沼岳陽学校鈴蘭谷分校[1]
- 遠軽町立遠軽中学校望の岡分校[2]
- 山形県立山形南高等学校（共学だが全生徒男子）
- 栃木県立宇都宮高等学校（通信制は共学）
- 栃木県立栃木高等学校
- 栃木県立真岡高等学校（定時制は共学）
- 栃木県立大田原高等学校
- 群馬県立前橋高等学校
- 群馬県立高崎高等学校（通信制は共学）
- 群馬県立太田高等学校
- 群馬県立渋川高等学校
- 群馬県立館林高等学校（定時制は共学）
- 埼玉県立浦和高等学校
- 埼玉県立熊谷高等学校（定時制は共学）
- 埼玉県立川越高等学校
- 埼玉県立松山高等学校
- 埼玉県立春日部高等学校（定時制は共学）
- 鹿児島県立楠隼中学校・高等学校（2026年度より男女共学化予定）

### 女子校
- お茶の水女子大学附属高等学校（国立）
- 北広島市立西の里中学校陽香分校[3]
- 岩手県立盛岡第二高等学校（共学だが全生徒女子）
- 山形県立山形北高等学校（共学だが音楽科を除き全生徒女子）
- 山形県立山形西高等学校（共学だが全生徒女子）
- 宮城県石巻市立桜坂高等学校
- 群馬県立前橋女子高等学校
- 群馬県立高崎女子高等学校
- 群馬県立渋川女子高等学校
- 群馬県立太田女子高等学校
- 群馬県立館林女子高等学校
- 茨城県立水戸第二高等学校（共学だが全生徒女子）
- 茨城県立日立第二高等学校（共学だが全生徒女子）
- 栃木県立宇都宮女子高等学校
- 栃木県立栃木女子高等学校
- 栃木県立真岡女子高等学校
- 栃木県立大田原女子高等学校
- 埼玉県立浦和第一女子高等学校
- 埼玉県立川越女子高等学校
- 埼玉県立春日部女子高等学校
- 埼玉県立久喜高等学校（定時制は共学）
- 埼玉県立熊谷女子高等学校
- 埼玉県立鴻巣女子高等学校
- 埼玉県立松山女子高等学校
- 千葉県立千葉女子高等学校
- 千葉県立木更津東高等学校（定時制は共学）
- 松江市立皆美が丘女子高等学校
- 福岡市立福岡女子高等学校（2027年度より男女共学化予定）
- 久留米市外三市町高等学校組合立三井中央高等学校（2024年度より募集停止）
- 鹿児島県立野田女子高等学校
- 鹿児島市立鹿児島女子高等学校
- 鹿屋市立鹿屋女子高等学校

## 私立中学校・全日制高等学校・中等教育学校

### 男子校
- 北海道
  - 北嶺中学校・高等学校
  - 函館ラ・サール中学校・高等学校
  - 函館大学付属有斗高等学校
- 岩手県
  - 岩手中学校・高等学校
- 埼玉県
  - 川越東高等学校
  - 慶應義塾志木高等学校
  - 城西川越中学校・城西大学付属川越高等学校
  - 城北埼玉中学・高等学校
  - 立教新座中学校・高等学校
- 東京都
  - 麻布中学校・高等学校
  - 足立学園中学校・高等学校
  - 海城中学校・高等学校
  - 開成中学校・高等学校
  - 学習院中・高等科
  - 関東第一高等学校（アスリートコースは男子のみ、アスリートコース以外のコースは男女共学）
  - 暁星中学校・高等学校
  - 京華中学高等学校
  - 攻玉社中学校・高等学校
  - 佼成学園中学校・高等学校
  - 駒場東邦中学校・高等学校
  - サレジオ中学校
  - 芝中学校・高等学校
  - 城北中学校・高等学校
  - 巣鴨中学校・高等学校
  - 聖学院中学校・高等学校
  - 成城中学校・高等学校
  - 正則学園高等学校
  - 世田谷学園中学校・高等学校
  - 高輪中学校・高等学校
  - 桐朋中学校・高等学校
  - 獨協中学校・高等学校
  - 日本学園中学校・高等学校（2026年度より明治大学付属世田谷中学校・高等学校と改称、男女共学化予定）
  - 日本大学豊山中学校・高等学校
  - 保善高等学校
  - 本郷中学校・高等学校
  - 武蔵高等学校中学校
  - 東京都市大学付属中学校・高等学校
  - 明治大学付属中野中学校・高等学校
  - 立教池袋中学校・高等学校
  - 早稲田中学校・高等学校
  - 早稲田大学高等学院・中学部
- 神奈川県
  - 浅野中学校・高等学校
  - 栄光学園中学校・高等学校
  - 鎌倉学園中学校・高等学校
  - 慶應義塾普通部
  - 慶應義塾高等学校
  - サレジオ学院中学校・高等学校
  - 逗子開成中学校・高等学校
  - 聖光学院中学校・高等学校
  - 藤嶺学園藤沢中学校・高等学校
  - 藤沢翔陵高等学校
  - 武相中学校・高等学校
  - 横浜中学校（2025年度より募集停止予定、高等学校は男女共学）
- 静岡県
  - 静岡聖光学院中学校・高等学校
- 愛知県
  - 海陽中等教育学校
  - 東海中学校・高等学校
  - 名古屋中学校・高等学校
  - 名古屋工業高等学校
  - 南山中学校・高等学校男子部
- 京都府
  - 東山中学校・高等学校
  - 洛星中学校・高等学校
- 大阪府
  - 大阪星光学院中学校・高等学校
  - 興國高等学校
  - 清風中学校・高等学校
  - 東大阪大学柏原高等学校
  - 明星中学校・高等学校
- 兵庫県
  - 甲南中学校・高等学校
  - 彩星工科高等学校（2026年度より男女共学化予定）
  - 甲陽学院中学校・高等学校
  - 淳心学院中学校・高等学校
  - 灘中学校・高等学校
  - 報徳学園中学校・高等学校
  - 六甲学院中学校・高等学校
- 奈良県
  - 東大寺学園中学校・高等学校
- 岡山県
  - 関西高等学校
- 広島県
  - 修道中学校・修道高等学校
  - 広島学院中学校・高等学校
  - 広島城北中学校・高等学校
- 福岡県
  - 中村学園三陽中学校・高等学校（2025年度より中学校、2026年度より高等学校募集停止、2028年度末閉校予定）
- 長崎県
  - 精道三川台中学校・高等学校
  - 聖母の騎士高等学校
  - 長崎南山中学校・高等学校（高等学校「スプレンドールコース」（通信制）は男女共学）
- 鹿児島県
  - ラ・サール中学校・高等学校

### 女子校
- 北海道
  - 遺愛女子中学校・高等学校
  - 函館大妻高等学校
  - 函館白百合学園中学校・高等学校
  - 藤女子中学校・高等学校
  - 北星学園女子中学高等学校
- 青森県
  - 千葉学園高等学校
- 岩手県
  - 岩手女子高等学校
  - 盛岡白百合学園中学校・高等学校（2026年度より男女共学化予定）
- 宮城県
  - 常盤木学園高等学校（音楽科は共学）
  - 仙台白百合学園中学校・高等学校
  - 宮城学院中学校・高等学校
- 秋田県
  - 聖霊学園高等学校
- 福島県
  - 桜の聖母学院中学校・高等学校（2026年度より中学校が小学校と統合し男女共学化予定）
  - 郡山女子大学附属高等学校
  - 福島県磐城第一高等学校
- 茨城県
  - 愛国学園大学附属龍ヶ崎高等学校
  - 聖徳大学附属取手聖徳女子高等学校
  - 大成女子高等学校
  - 水戸女子高等学校
- 栃木県
  - 足利短期大学附属高等学校
  - 宇都宮文星女子高等学校
- 埼玉県
  - 秋草学園高等学校
  - 浦和明の星女子中学校・高等学校
  - 大妻嵐山中学校・高等学校
  - 淑徳与野中学校・高等学校
  - 星野高等学校女子部（中学校と高校共学部は男女共学）
- 千葉県
  - 愛国学園大学附属四街道高等学校
  - 植草学園大学附属高等学校（普通科特進コースと英語科は男女共学）
  - 国府台女子学院中学部・高等部
  - 千葉聖心高等学校
  - 千葉萌陽高等学校
  - 不二女子高等学校
  - 和洋国府台女子中学校・高等学校
- 東京都
  - 愛国中学校・高等学校
  - 跡見学園中学校・高等学校
  - 安部学院高等学校
  - 江戸川女子中学校・高等学校
  - 桜蔭中学校・高等学校
  - 鷗友学園女子中学校・高等学校
  - 大妻中学校・高等学校
  - 大妻中野中学校・高等学校
  - 大妻多摩中学校・高等学校
  - 学習院女子中等科・高等科
  - 川村中学校・高等学校
  - 神田女学園中学校・高等学校
  - 北豊島中学校・高等学校（高校通信制は共学）
  - 吉祥女子中学校・高等学校
  - 共立女子中学校・高等学校
  - 共立女子第二中学校・高等学校
  - 国本女子中学校・高等学校
  - 慶應義塾女子高等学校
  - 京華女子中学校・高等学校
  - 恵泉女学園中学校・高等学校
  - 光塩女子学院中等科・高等科
  - 晃華学園中学校・高等学校
  - 麹町学園女子中学校・高等学校
  - 佼成学園女子中学校・高等学校
  - 香蘭女学校中等科・高等科
  - 駒沢学園女子中学校・高等学校
  - サレジアン国際学園世田谷高等学校（2026年度より男女共学化予定）
  - 実践女子学園中学校・高等学校
  - 品川エトワール女子高等学校
  - 品川女子学院中等部・高等部
  - 下北沢成徳高等学校
  - 十文字中学校・高等学校
  - 小石川淑徳学園中学校・高等学校
  - 潤徳女子高等学校
  - 頌栄女子学院中学校・高等学校
  - 昭和女子大学附属昭和中学校・高等学校
  - 女子学院中学校・高等学校
  - 女子聖学院中学校・高等学校
  - 女子美術大学付属高等学校・中学校
  - 白百合学園中学校・高等学校
  - 白梅学園高等学校
  - 白梅学園清修中高一貫部
  - 成女学園中学校・成女高等学校
  - 聖心女子学院中等科・高等科
  - 聖ドミニコ学園中学校・高等学校
  - 瀧野川女子学園中学校・高等学校
  - 立川女子高等学校
  - 玉川聖学院中等部・高等部
  - 田園調布学園中等部・高等部
  - 田園調布雙葉中学校・高等学校
  - 東京家政学院中学校・高等学校
  - 東京家政大学附属女子中学校・高等学校
  - 東京純心女子中学校・高等学校
  - 東京女学館中学校・高等学校
  - 英明フロンティア中学校（2026年度より男女共学化予定）
  - 桐朋女子中学校・高等学校（高校音楽科は共学）
  - 東洋英和女学院中学部・高等部
  - 東洋女子高等学校
  - トキワ松学園中学校・高等学校
  - 豊島岡女子学園中学校・高等学校
  - 中村中学校・高等学校
  - 日本女子体育大学附属二階堂高等学校
  - 日本体育大学桜華中学校・高等学校
  - 日本大学豊山女子中学校・高等学校
  - フェリシア高等学校
  - 富士見中学高等学校
  - 富士見丘中学校・高等学校
  - 藤村女子中学校・高等学校
  - 雙葉中学校・高等学校
  - 宝仙学園高等学校女子部（中学校と共学部理数インターは男女共学）
  - 普連土学園中学校・高等学校
  - 文華女子高等学校
  - 文京学院大学女子中学校・高等学校
  - 三輪田学園中学校・高等学校
  - 山脇学園中学校・高等学校
  - 立教女学院中学校・高等学校
  - 和洋九段女子中学校・高等学校
  - 羽田国際高等学校（幼児教育コース。それ以外は男女共学）
- 神奈川県
  - 神奈川学園中学校・高等学校
  - 鎌倉女学院中学校・高等学校
  - 鎌倉女子大学中等部・高等部（2026年度より鎌倉国際文理中学校・高等学校と改称、男女共学化予定）
  - カリタス女子中学校・高等学校
  - 函嶺白百合学園中学校・高等学校
  - 北鎌倉女子学園中学校・高等学校
  - 相模女子大学中学部・高等部
  - 湘南白百合学園中学・高等学校
  - 清泉女学院中学校・高等学校
  - 聖セシリア女子中学校・高等学校
  - 聖和学院中学校・高等学校
  - 洗足学園中学校・高等学校
  - 捜真女学校中学部・高等学部
  - 英理女子学院高等学校
  - 日本女子大学附属中学校・高等学校
  - 白鵬女子高等学校
  - フェリス女学院中学校・高等学校
  - 聖園女学院中学校・高等学校
  - 緑ヶ丘女子中学校・高等学校
  - 横浜共立学園中学校・高等学校
  - 横浜雙葉中学校・高等学校
  - 横浜女学院中学校・高等学校
- 新潟県
  - 新潟清心女子中学校・高等学校
- 福井県
  - 仁愛女子高等学校
- 山梨県
  - 山梨英和中学校・高等学校
- 長野県
  - 飯田女子高等学校
  - 伊那西高等学校
  - 長野女子高等学校（2024年度より募集停止、2025年度末閉校予定）
  - 長野清泉女学院中学校・高等学校
- 静岡県
  - 静岡英和女学院中学校・高等学校
  - 静岡県西遠女子学園中学校・高等学校
  - 静岡女子高等学校
  - 静岡雙葉中学校・高等学校
  - 常葉大学附属常葉中学校・高等学校
  - 藤枝順心中学校・高等学校
  - 不二聖心女子学院中学校・高等学校
- 愛知県
  - 愛知淑徳中学校・高等学校
  - 桜花学園高等学校
  - 金城学院中学校・高等学校
  - 啓明学館高等学校
  - 椙山女学園中学校・高等学校
  - 聖カピタニオ女子高等学校
  - 聖霊中学校・高等学校
  - 名古屋葵大学中学校・高等学校（2026年度より男女共学化予定）
  - 南山中学校・高等学校女子部
  - 光ヶ丘女子高等学校
  - 藤ノ花女子高等学校
- 岐阜県
  - 岐阜女子高等学校
  - 聖マリア女学院中学校・高等学校
- 三重県
  - セントヨゼフ女子学園高等学校・中学校
- 京都府
  - 華頂女子高等学校
  - 京都光華中学校・高等学校（2026年度より男女共学化予定）
  - 京都女子中学校・高等学校
  - 京都聖母学院中学校・高等学校
  - 同志社女子中学校・高等学校
  - ノートルダム女学院中学校・高等学校
  - 平安女学院中学校・高等学校
- 大阪府
  - 大阪薫英女学院中学校・高等学校
  - 大阪女学院中学校・高等学校
  - 大阪成蹊女子高等学校
  - 大谷中学校・高等学校
  - 香ヶ丘リベルテ高等学校
  - 金蘭会中学校・高等学校
  - 好文学園女子高等学校
  - 堺リベラル中学校・高等学校
  - 四天王寺中学校・高等学校
  - 樟蔭中学校・高等学校
  - 城南学園中学校・高等学校
  - 宣真高等学校
  - 相愛中学校・高等学校
  - 帝塚山学院中学校・高等学校
  - 梅花中学校・高等学校
  - プール学院中学校・高等学校
- 兵庫県
  - 愛徳学園中学校・高等学校
  - 小林聖心女子学院中学校・高等学校
  - 賢明女子学院中高等学校
  - 甲子園学院中学校・高等学校
  - 甲南女子中学校・高等学校
  - 神戸海星女子学院中学校・高等学校
  - 神戸国際中学校・高等学校
  - 神戸山手グローバル中学校高等学校（「未来探究コース」以外男女共学）
  - 神戸女学院中学部・高等学部
  - 神戸常盤女子高等学校
  - 松蔭中学校・高等学校（2026年度より男女共学化予定）
  - 親和中学校女子部・親和女子高等学校（親和中学校共学部は男女共学）
  - 園田学園中学校・高等学校（2026年度より男女共学化予定）
  - 姫路女学院中学校・高等学校
  - 兵庫大学附属須磨ノ浦高等学校
  - 武庫川女子大学附属中学校・高等学校
  - 百合学院中学校・高等学校
- 奈良県
  - 育英西中学校・高等学校
  - 奈良女子高等学校
  - 奈良文化高等学校
- 和歌山県
  - 和歌山信愛中学校・高等学校
- 岡山県
  - 就実高等学校（「総合進学コース」以外男女共学、就実中学校は男女共学）
  - 清心中学校・清心女子高等学校
- 広島県
  - 山陽女学園中等部・高等部
  - 進徳女子高等学校
  - ノートルダム清心中学校・高等学校
  - 比治山女子中学校・高等学校（2026年度より比治山学園中学校・高等学校と改称、男女共学化予定）
  - 広島女学院中学校・高等学校
  - 広島文教大学附属高等学校
  - 福山暁の星女子中学校・高等学校
  - 安田女子中学校・高等学校
- 山口県
  - 山口中村学園高等学校（2026年度より全ての学科において男女共学化予定）
- 愛媛県
  - 松山東雲中学校・高等学校
- 高知県
  - 清和女子中学校・高等学校（2026年度末で閉校予定）
  - 土佐女子中学校・高等学校
- 福岡県
  - 精華女子高等学校
  - 西南女学院中学校・高等学校
  - 筑紫女学園中学校・高等学校
  - 中村学園女子中学校・高等学校（2026年度より中村学園中学校・高等学校に改称、男女共学化予定)
  - 博多女子中学校・高等学校
  - 福岡海星女子学院高等学校
  - 福岡女学院中学校・高等学校
  - 福岡雙葉中学校・高等学校
  - 美萩野女子高等学校
  - 明光学園中学校・高等学校
  - 福岡女子商業高等学校
- 佐賀県
  - 佐賀女子短期大学付属佐賀女子高等学校
- 長崎県
  - 活水中学校・高等学校
  - 純心中学校・純心女子高等学校
  - 聖和女子学院中学校・高等学校
  - 長崎女子高等学校
  - 長崎女子商業高等学校
  - 久田学園佐世保女子高等学校
- 熊本県
  - 菊池女子高等学校
  - 熊本信愛女学院中学校・高等学校
  - 尚絅中学校・高等学校
  - 玉名女子高等学校
  - 八代白百合学園高等学校
- 宮崎県
  - 都城聖ドミニコ学園高等学校
- 鹿児島県
  - 鹿児島純心女子中学校・高等学校

## 定時制・通信制高等学校

### 定時制
男子校
- 公立
  - 埼玉県立浦和高等学校
- 私立
  - 科学技術学園高等学校

女子校
- 公立
  - 埼玉県立浦和第一女子高等学校

### 通信制
私立女子校のみ
- 仙台白百合学園高等学校
- 清心女子高等学校
- 飛鳥未来きずな高等学校小田原キャンパス
- 和歌山信愛中学校・高等学校
- 英風高等学校
- 奈良女子高等学校
- 山陽女学園高等部

## 特別支援学校
私立のみ
男子校
- 日本体育大学附属高等支援学校

女子校
- いずみ高等支援学校

## 各種学校・その他の学校
国立男子校のみ
- 陸上自衛隊高等工科学校（2028年度より男女共学化予定）

### 私立
男子校
- タキイ研究農場付属園芸専門学校

女子校
- 東日本
  - 常磐音楽舞踊学院
  - 千葉女子専門学校
  - 羽田幼児教育専門学校
  - 聖徳大学幼児教育専門学校
  - 東京女子医科大学看護専門学校
  - BLEA学園
- 西日本
  - 英風女子高等専修学校
  - 宝塚音楽学校
  - 神戸女子洋裁専門学校
  - 朝来野学園女子専門学校

## インターナショナルスクール
私立のみ
男子校
- セント・メリーズ・インターナショナル・スクール

女子校
- 聖心インターナショナルスクール
- 清泉インターナショナル学園

## 大学
女子校のみ

### 国立
- お茶の水女子大学
- 奈良女子大学

### 公立
- 群馬県立女子大学
- 福岡女子大学

### 私立
東日本
- 藤女子大学
- 北海道武蔵女子大学
- 仙台白百合女子大学
- 宮城学院女子大学
- 郡山女子大学
- 跡見学園女子大学
- 十文字学園女子大学
- 女子栄養大学（2026年度より日本栄養大学と改称、男女共学化予定）
- 愛国学園大学
- 川村学園女子大学
- 聖徳大学
- 和洋女子大学
- 大妻女子大学
- 学習院女子大学（2026年度より学習院大学と統合予定）
- 共立女子大学
- 恵泉女学園大学（2024年度より募集停止）
- 駒沢女子大学
- 実践女子大学
- 昭和女子大学
- 白百合女子大学
- 聖心女子大学
- 清泉女子大学
- 津田塾大学
- 東京家政大学
- 東京女子大学
- 東京女子医科大学
- 東京女子体育大学
- 日本女子大学
- 日本女子体育大学
- 鎌倉女子大学（2029年度より鎌倉大学と改称、男女共学化予定）
- 相模女子大学
- 女子美術大学
- 東洋英和女学院大学
- フェリス女学院大学
- 岐阜女子大学
- 岡崎女子大学（2026年度より岡崎大学と改称、男女共学化予定）
- 金城学院大学
- 椙山女学園大学
- 名古屋柳城女子大学（2026年度以降募集停止予定）

西日本
- 京都華頂大学
- 京都光華女子大学（2026年度より京都光華大学と改称、男女共学化予定）
- 京都女子大学
- 京都ノートルダム女子大学（2026年度より募集停止予定）
- 同志社女子大学
- 平安女学院大学
- 大阪樟蔭女子大学
- 大阪女学院大学
- 千里金蘭大学
- 太成学院大学（2026年度から看護学部が共学化、経営学部と人間学部はすでに男女共学）
- 梅花女子大学
- 甲南女子大学
- 神戸海星女子学院大学（2024年度より募集停止）
- 神戸女学院大学
- 神戸女子大学
- 武庫川女子大学（2027年度より武庫川大学と改称、男女共学化予定）
- ノートルダム清心女子大学
- 広島女学院大学
- 安田女子大学
- 松山東雲女子大学
- 九州女子大学
- 西南女学院大学
- 筑紫女学園大学
- 福岡女学院大学
- 福岡女学院看護大学
- 尚絅大学

## 短期大学（部）
女子校のみ

### 公立
- 山形県立米沢女子短期大学
- 岐阜市立女子短期大学

### 私立
東日本
- 光塩学園女子短期大学
- 札幌国際大学短期大学部
- 北海道武蔵女子短期大学
- 聖霊女子短期大学
- 郡山女子大学短期大学部
- 桜の聖母短期大学（2026年度より男女共学化予定）
- 茨城女子短期大学
- 作新学院大学女子短期大学部（2026年度より作新学院大学短期大学部と改称、男女共学化予定）
- 秋草学園短期大学
- 埼玉純真短期大学
- 埼玉女子短期大学
- 武蔵野短期大学
- 聖徳大学短期大学部
- 愛国学園短期大学
- 大妻女子大学短期大学部
- 共立女子短期大学
- 駒沢女子短期大学
- 実践女子大学短期大学部（2024年度より募集停止）
- 女子栄養大学短期大学部（2026年度より日本栄養大学短期大学部と改称、男女共学化予定）
- 女子美術大学短期大学部
- 創価女子短期大学（2026年度より募集停止予定）
- 戸板女子短期大学
- 東京家政大学短期大学部
- 東京歯科大学短期大学
- 東京女子体育短期大学
- 目白大学短期大学部
- 自由学園最高学部2年制課程（法令上は各種学校）
- 小田原短期大学（通信教育課程は男女共学）
- 鎌倉女子大学短期大学部（2029年度より鎌倉大学短期大学部と改称、男女共学化予定）
- 相模女子大学短期大学部
- 上智大学短期大学部（2025年度より募集停止予定）
- 横浜女子短期大学（2026年度より募集停止予定）
- 日本歯科大学新潟短期大学
- 金沢星稜大学女子短期大学部
- 仁愛女子短期大学
- 大垣女子短期大学
- 愛知学院大学短期大学部
- 愛知大学短期大学部
- 愛知文教女子短期大学（2026年度より募集停止予定）
- 愛知みずほ短期大学
- 岡崎女子短期大学（2026年度より岡崎短期大学と改称、男女共学化予定）
- 名古屋女子大学短期大学部（2025年度より募集停止予定）

西日本
- 華頂短期大学
- 京都光華女子大学短期大学部（2026年度より京都光華大学短期大学部と改称、男女共学化予定）
- 大阪学院大学短期大学部
- 大阪城南女子短期大学
- 大阪女学院短期大学
- 関西女子短期大学
- 堺女子短期大学
- 常磐会短期大学
- 甲子園短期大学（2026年度より募集停止予定）
- 神戸女子短期大学（2026年度より募集停止予定）
- 園田学園女子大学短期大学部（2025年度より募集停止予定）
- 武庫川女子大学短期大学部（2025年度より募集停止予定）
- 山陽女子短期大学
- 安田女子短期大学
- 松山東雲短期大学
- 九州女子短期大学
- 香蘭女子短期大学
- 精華女子短期大学
- 西南女学院大学短期大学部（2025年度より募集停止予定）
- 福岡女学院大学短期大学部
- 福岡女子短期大学
- 長崎女子短期大学
- 尚絅大学短期大学部
- 鹿児島純心女子短期大学（2026年度末をもって閉学予定）
- 鹿児島女子短期大学